# Natalia Abello
Natalia Abello Vives (Barranquilla, 30 de mayo de 1967) es una abogada y política colombiana,.
Se desempeñó como Ministra de Transporte de Colombia entre 2014 y 2016. 
Es hija del exministro de comunicaciones Antonio Abello Roca.

## Biografía
Es hija del abogado Antonio Abello Roca, exministro de Comunicaciones del Presidente Julio Cesar Turbay Ayala, expresidente de la Federación Nacional de Algodoneros, Gobernador de Atlántico y exrepresentante a la Cámara.
Es abogada de la Universidad Javeriana y tiene especializaciones en Alta Gerencia, Negociación y Manejo de Conflictos, Servicios Públicos Domiciliarios y Derecho de Sociedades de las Universidades de los Andes, Externado de Colombia y Javeriana. Ha realizado estudios de postgrado en la Universidad de Harvard en Liderazgo, así como en la Universidad de Yale de Management for Lawyers y recientemente en la  Universidad de Pittsburgh sobre Estrategia en Toma de Decisiones.

### Trayectoria pública
Se vinculó al Departamento Jurídico de la Gobernación del Atlántico con el Gobernador Gustavo Bell Lemus  donde trabajó como abogada hasta octubre de 1993. Fue nombrada en noviembre de 1993 como Directora Jurídica de la Triple A, Empresa privada que tiene la concesión del acueducto, alcantarillado y aseo de Barranquilla donde permaneció por 5 años. De allí pasó a ser la Secretaria General de Transelca, Empresa de transmisión de energía eléctrica en la Costa Atlántica, filial  del grupo ISA. Luego de una exitosa gestión en el cargo que se mantuvo hasta que en 2011, Elsa Noguera fue elegida alcaldesa la nombró su Secretaria General, siendo la cabeza más visible del gabinete de la Alcaldía de Barranquilla, cargo en el que se mantuvo hasta su paso en el año 2016 al Ministerio de Transporte bajo la Presidencia de Juan Manuel Santos Calderón y liderar el Proyecto de Infraestructura de Colombia.
En julio de 2016 tomó posesión como Embajadora de Colombia ante la República Oriental del Uruguay, puesto que ocupó hasta el final del gobierno de Santos.